# Bellpuig
Bellpuig – gmina w Hiszpanii, w prowincji Lleida, w Katalonii, o powierzchni 35,13 km². W 2011 roku gmina liczyła 4975 mieszkańców.